# Neobisium noricum
Espèce
Neobisium noricum est une espèce de pseudoscorpions de la famille des Neobisiidae.

## Distribution
Cette espèce se rencontre en Autriche et en Hongrie.

## Description
Les mâles mesurent de 2,2 à 2,4 mm et les femelles de 2,2 à 2,5 mm.

## Publication originale
- Beier, 1939 : Die Pseudoscorpione des oberösterreichischen Landesmuseums in Linz. Jahrbuch des Vereines für Landeskunde und Heimatpflege im Gau Oberdonau, Linz, vol. 88, p. 303-312.